# Hal Ashby
Hal Ashby (Ogden, Utah, 2 de setembre de 1929 − Malibu, Califòrnia, 27 de desembre de 1988) va ser un director de cinema, muntador, actor i productor estatunidenc.

## Biografia
Hal Ashby va néixer a Ogden, a Utah. És l'últim de quatre fills. La seva joventut és marcada pel divorci dels seus pares i el suïcidi del seu pare. Als 17 anys, marxa de la casa familiar per anar a Califòrnia.
Comença a treballar a Hollywood en els anys 1950 com a ajudant-muntador, en pel·lícules de William Wyler, George Stevens i Franklin Schaffner. En el transcurs dels anys 1960, Ashby es converteix en muntador per a Tony Richardson i sobretot per a Norman Jewison amb qui treballa per primera vegada el 1965 com a muntador de la pel·lícula El Kid de Cincinnati. El seu treball amb Jewison li suposa a Ashby aconseguir una nominació en l'Oscar al millor muntatge per la pel·lícula Els russos arriben abans d'emportar-se el trofeu l'any següent per a En la calor de la nit .
La col·laboració entre Ashby i Jewison prossegueix mentre aquest últim produeix la primera pel·lícula dirigida per Ashby, una comèdia dramàtica titulada El Propietari. Malgrat una crítica favorable, la pel·lícula té un èxit limitat.
Les pel·lícules següents d'Ashby són totes, en graus diversos, considerades com obres notables del cinema americà dels anys 1970. Així Harold i Maude, una comèdia d'humor negre que passa en principi inadvertida en la seva estrena el 1972, aconsegueix dels anys l'estatut de pel·lícula de culte. Bound for Glory és una biografia del cantant Woody Guthrie. Coming Home és un drama sobre la reinserció de dos veterans del Vietnam i val a Ashby la seva única nominació a l'Oscar a la millor direcció. Being There, sàtira política adaptada per Jerzy Kosinski d'una de les seves pròpies novel·les, dona a Peter Sellers l'ocasió d'un últim gran paper.
Being There és també l'últim verdader èxit d'Ashby. El 1982 la seva pel·lícula Lookin' to Get Out és molt mal rebuda per la crítica i no té èxit. Let's Spend the Night Together és una simple captació d'un concert de la gira americana dels Rolling Stones. La comèdia The Slugger's Wife  i la pel·lícula negra 8 Million Ways to Die només una acollida tèbia tant del públic com de la crítica. Ashby és d'altra banda expulsat l'últim dia de rodatge de 8 Million Ways to Die i no participa en el muntatge de la pel·lícula.
Ashby acaba la seva carrera a la televisió dirigint l'emissió pilot de la sèrie Beverly Hills Buntz i el telefilm Jake's Journey. Aleshores, la salut d'Hal Ashby ja declina. Mor d'un càncer, als 59 anys, el 27 de desembre de 1988.

## Filmografia[3]

### Director
- 1970: The Landlord
- 1971: Harold and Maude
- 1973: The Last Detail
- 1975: Xampú (Shampoo)
- 1976: Camí a la glòria (Bound for Glory)
- 1978: Tornar a casa (Coming Home)
- 1979: Being There
- 1981: Second-Hand Hearts
- 1982: Lookin' to Get Out
- 1983: Let's Spend the Night Together
- 1984: Solo Trans (vidéo)
- 1985: La dona del campió (The Slugger's Wife)
- 1986: Vuit milions de maneres de morir (8 Million Ways to Die)
- 1988: Jake's Journey (TV)

### Muntador
- 1965: The Loved One
- 1965: El rei del joc (The Cincinnati Kid)
- 1966: The Russians Are Coming the Russians Are Coming
- 1967: En la calor de la nit (In the Heat of the Night)
- 1968: El cas de Thomas Crown (The Thomas Crown Affair)
- 1969: Gaily, Gaily

### Actor
- 1971: Harold and Maude
- 1973: The Last Detail
- 1979: Being There

### Productor
- 1968: El cas de Thomas Crown (The Thomas Crown Affair)
- 1969: Gaily, Gaily
- 1976: The Stronger

## Premis i nominacions

### Premis
- 1968: Oscar al millor muntatge per En la calor de la nit

### Nominacions
- 1967: Oscar al millor muntatge per The Russians Are Coming the Russians Are Coming
- 1974: Palma d'Or per The Last Detail
- 1977: Palma d'Or per Bound for Glory
- 1977: Globus d'Or al millor director per Bound for Glory
- 1978: Palma d'Or per Coming Home
- 1979: Oscar al millor director per Coming Home
- 1979: Globus d'Or al millor director per Coming Home
- 1980: Palma d'Or per Being There
- 1980: Globus d'Or al millor director per Being There